# Belle Plaine (Kansas)
Pour les articles homonymes, voir Belle Plaine.
Belle Plaine est une municipalité américaine située dans le comté de Sumner au Kansas.
Lors du recensement de 2010, sa population est de 1 681 habitants. La municipalité s'étend alors sur une superficie de 0,91 mille carré (2,36 km2).
La localité est fondée par la Belle Plaine Town Company en 1871, entre la rivière Arkansas et la Ninnescah. Elle devient une municipalité le 20 mars 1884 et compte alors environ 1 000 habitants. Son nom, d'origine française, fait référence à sa situation géographique.
Belle Plaine accueille l'arboretum Bartlett, fondé au début du XXe siècle par Glenn et Margaret Bartlett. Il est inscrit depuis 2010 au Registre national des lieux historiques.

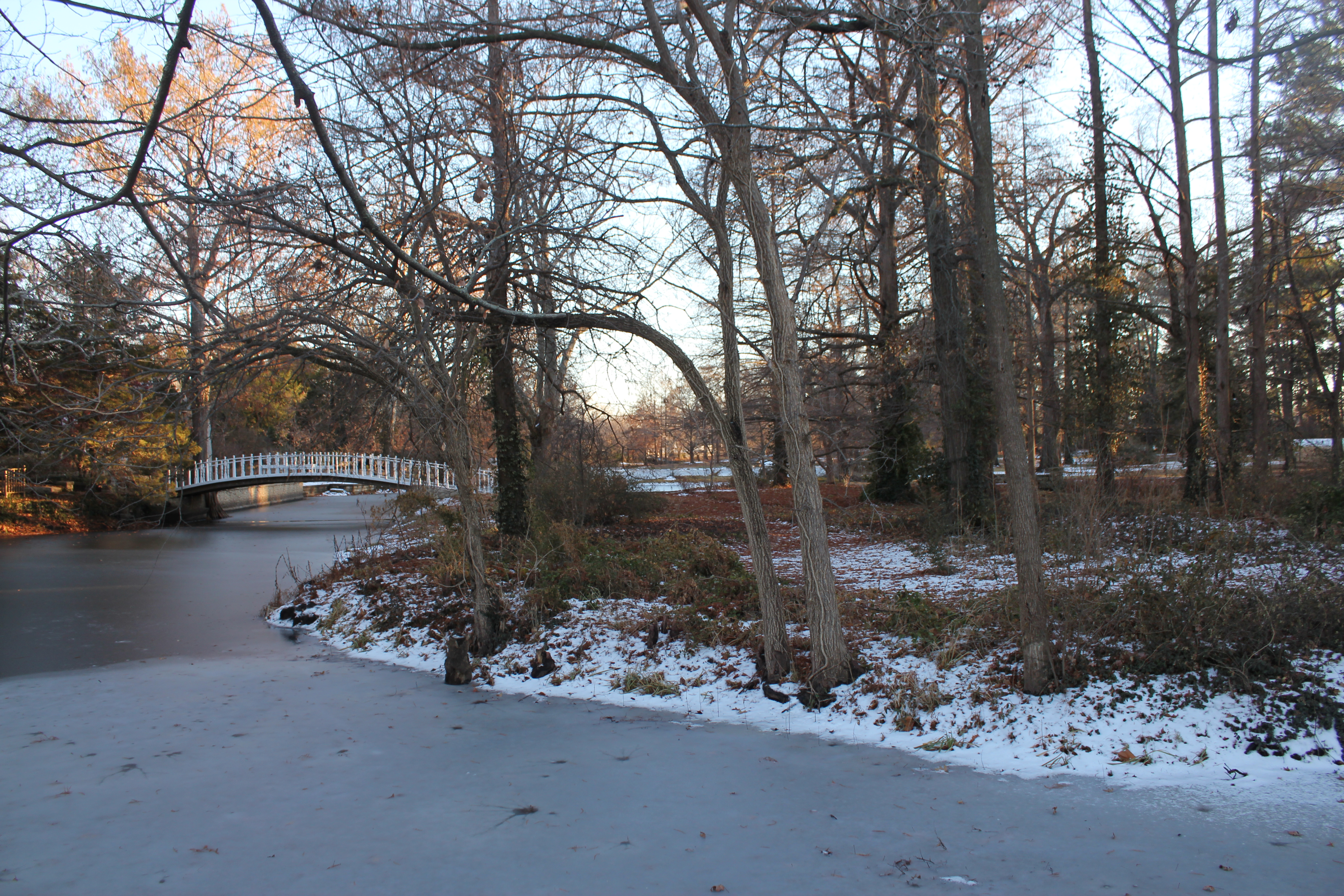
L'arboretum Bartlett